# Ryan Berube
Ryan Berube (Estados Unidos, 26 de diciembre de 1973) es un nadador estadounidense retirado especializado en pruebas de estilo libre, donde consiguió ser campeón olímpico en 1996 en los 4x200 metros.

## Carrera deportiva
En los Juegos Olímpicos de Atlanta 1996 ganó la medalla de oro en los relevos de 4x200 metros estilo libre, con un tiempo de 7:14.84 segundos, por delante de Suecia y Alemania (bronce); además ganó el oro en la misma prueba en los Juegos Panamericanos de Mar de Plata de 1995.